# Guerra civil

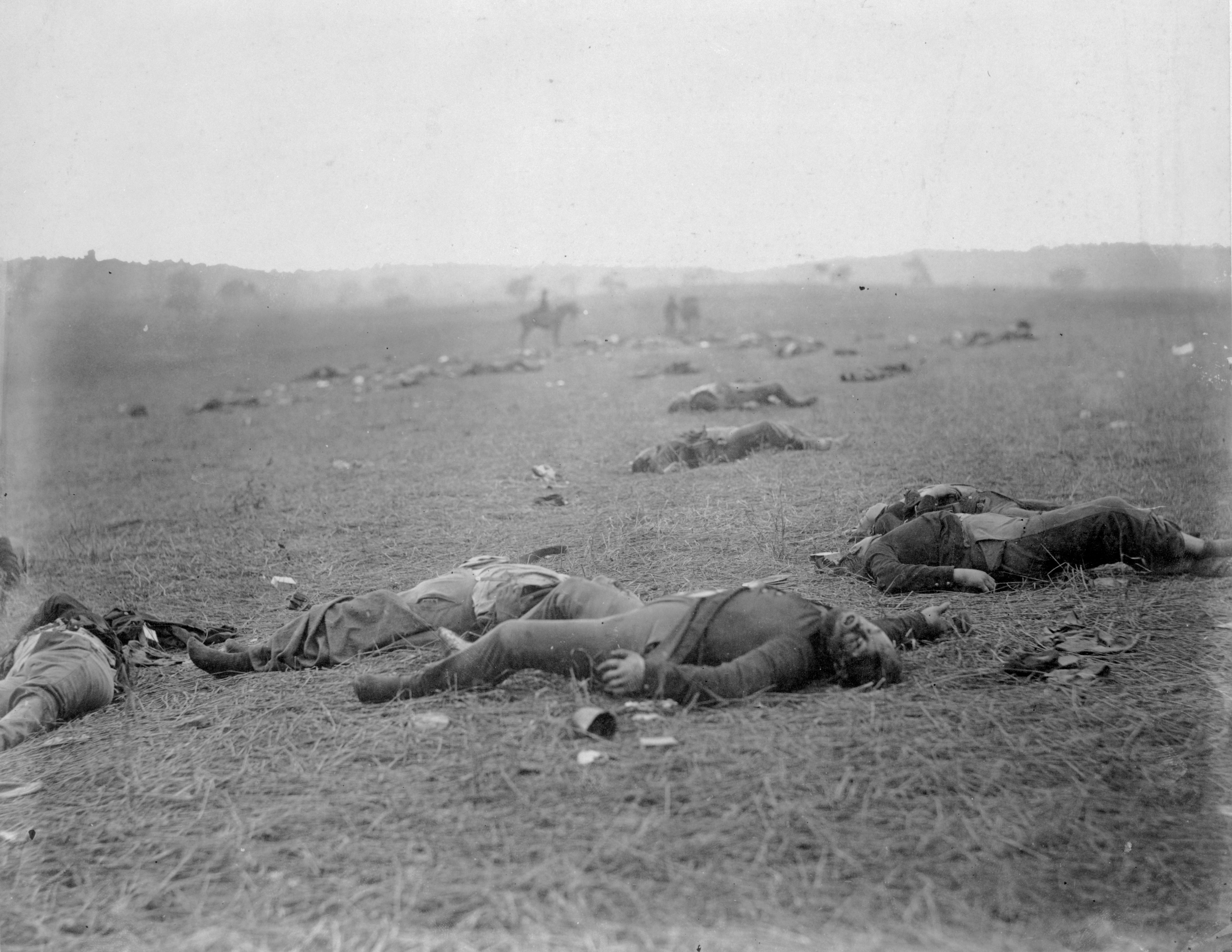
Após a Batalha de Gettysburg, Guerra de Secessão, 1863

Uma guerra civil é uma guerra entre grupos organizados dentro do mesmo estado-nação ou república, ou, mais raramente, entre dois países criados a partir de um Estado-nação que antes era unido. O objetivo, de um lado, pode ser o de assumir o controle do país ou uma região, para conseguir a sua independência, ou para mudar as políticas do governo.
Uma guerra civil é um conflito de alta intensidade, muitas vezes envolvendo forças armadas regulares, que é sustentado, organizado e de grande escala. Guerras civis podem resultar em um grande número de vítimas e no consumo de recursos significativos.
As guerras civis desde o fim da Segunda Guerra Mundial duraram, em média, pouco mais de quatro anos, um aumento dramático de um ano e meio na média do período 1900-1944. Enquanto a taxa de surgimento de novas guerras civis tem sido relativamente constante desde meados do século XIX, o crescente comprimento das guerras resultou em aumento do número de conflitos em curso a qualquer momento. Por exemplo, não havia mais de cinco guerras civis em andamento, simultaneamente, na primeira metade do século XX, enquanto mais de 20 guerras civis simultâneas estavam ocorrendo no final da Guerra fria, antes de que uma diminuição significativa com os conflitos fortemente associados à rivalidade entre as superpotências chegasse ao fim. Desde 1945, as guerras civis resultaram na morte de mais de 25 milhões de pessoas, bem como na migração forçada de milhões. As guerras civis ainda resultaram em mais colapso econômico. Birmânia (Mianmar), Uganda e Angola são exemplos de nações que foram consideradas como tendo futuro promissor, antes de se envolverem em guerras civis.

## Definição

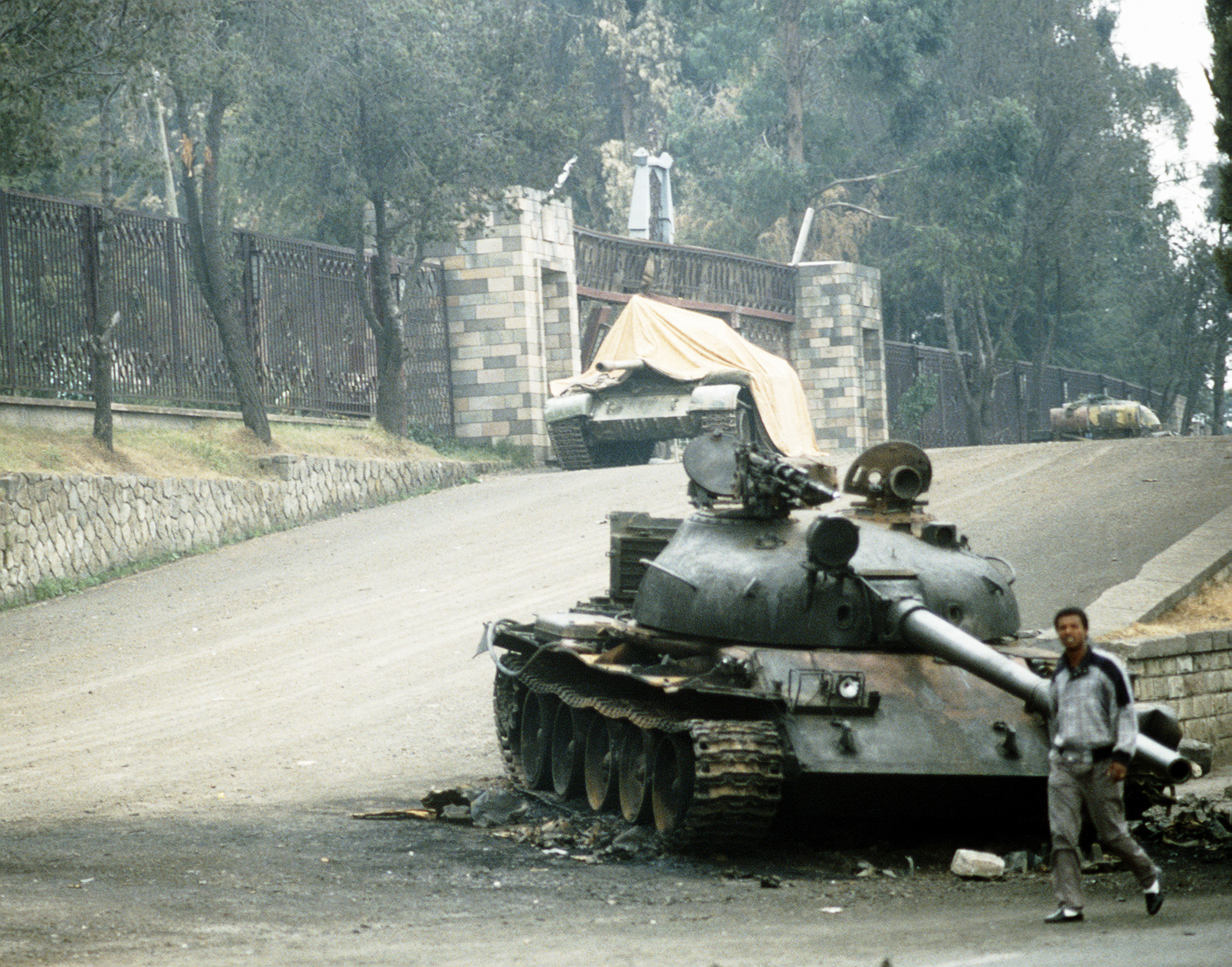
Restos de um tanque T-62 depois de rebeldes entrarem em Adis Abeba no final da Guerra Civil da Etiópia, 1991

James Fearon, um estudioso das guerras civis da Universidade de Stanford, define uma guerra civil como "um conflito violento dentro de um país entre grupos organizados que visam tomar o poder central ou em uma região, ou para mudar as políticas do governo". Ann Hironaka especifica ainda que um dos lados de uma guerra civil é o estado. A intensidade com que uma perturbação civil torna-se uma guerra civil é contestada por acadêmicos. Alguns cientistas políticos definem uma guerra civil como tendo mais de mil vítimas, enquanto outros ainda especificam que pelo menos cem vítimas devem vir de cada lado. O "Correlates of War", um conjunto de dados amplamente utilizado por estudiosos do conflito, classifica as guerras civis como tendo mais de mil mortes relacionadas com a guerra por anos de conflito. Esta taxa é uma pequena fração dos milhões de mortos na Segunda Guerra Civil Sudanesa e na Guerra Civil do Camboja, por exemplo, mas exclui vários conflitos altamente divulgados, como o conflito na Irlanda do Norte e a luta do Congresso Nacional Africano no Apartheid, na África do Sul.
Baseado no critério  de mil mortes por ano, houve 213 guerras civis de 1816 a 1997, 104 das quais ocorreram de 1944 a 1997. Se for utilizado o critério menos rigoroso de mil vítimas no total, houve mais de 90 guerras civis entre 1945 e 2007, com 20 guerras civis em curso a partir de 2007.

### Definições adicionais

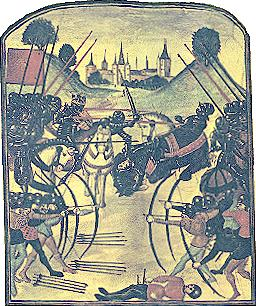
Batalha de Tewkesbury (1471), da Guerra das Rosas, na Inglaterra

As Convenções de Genebra não definem especificamente a "guerra civil". Elas, no entanto, descrevem os critérios de qualificação para os atos como "conflito armado que não de caráter internacional", que inclui guerras civis. Entre as condições listadas estão quatro requisitos:
- O partido rebelde deve possuir uma parte do território nacional;
- A autoridade civil insurgente deve exercer a autoridade de facto sobre a população dentro de uma porção determinada do território nacional;
- Os insurgentes devem ter uma certo nível de reconhecimento como beligerante;
- O governo legal é "obrigado a recorrer às forças militares regulares contra os insurgentes organizados como militares".

## Causas da guerra civil no Modelo Collier-Hoeffler
Estudiosos a investigar a causa da guerra civil são atraídos por duas teorias opostas: ganância versus injustiça. Perguntou-se se: são os conflitos causados por quem são as pessoas, sejam definidas em termos de etnia, religião ou outra afiliação social, ou os conflitos começam porque é do interesse econômico de indivíduos e grupos iniciá-los? A análise acadêmica permite concluir que os fatores econômicos e estruturais são mais importantes do que os de identidade na previsão de uma guerra civil.
Um estudo abrangente da guerra civil foi realizado por uma equipe do Banco Mundial no início do século XXI. O quadro de estudo, que veio a ser chamado de Modelo Collier-Hoeffler, examinou 78 incrementos de cinco anos quando a guerra civil ocorreu de 1960 a 1999, bem como 1 167 incrementos de cinco anos de "guerra não civil" para comparação, e submeteu o conjunto de dados à análise de regressão para se observar o efeito de vários fatores. Os fatores que se mostraram ter um efeito estatisticamente significativo sobre a chance de uma guerra civil poder ocorrer em qualquer dado período de cinco anos foram:
Avaliabilidade das finanças

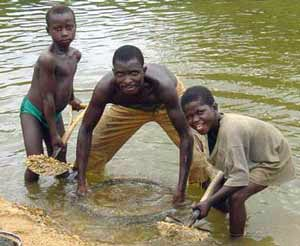
Uma dependência econômica de commodities, como os diamantes sendo minerados por essas crianças de Serra Leoa, está correlacionada com um maior risco de guerra civil.

Uma alta proporção de commodities nas exportações nacionais aumenta significativamente o risco de um conflito. Um país em "perigo de pico", com commodities com 32% do Produto Interno Bruto, tem um risco de 22% de sofrer uma guerra civil em um determinado período de cinco anos, enquanto um país sem as exportações de produtos primários tem uma risco de 1%. Quando desagregados, apenas grupos de países produtores de petróleo e não produtores têm um resultado diferente: um país com níveis relativamente baixos de dependência das exportações de petróleo tem um risco um pouco menor, enquanto um país com alto nível de dependência do petróleo como um resultado de exportação tem um pouco mais de risco de entrar em uma guerra civil. Os autores do estudo interpretaram isso como sendo o resultado da facilidade com que produtos primários podem ser extorquidos ou capturados em comparação com outras formas de riqueza. Por exemplo, é fácil capturar e controlar a saída de uma mina de ouro ou petróleo em comparação a um setor de fabricação de vestuário ou serviços de hospitalidade.
Uma segunda fonte de financiamento é a diáspora nacional, que pode financiar rebeliões e insurgências a partir do exterior. O estudo descobriu que, estatisticamente, mudar o tamanho da diáspora de um país de pequena para grande resultou em um aumento de seis vezes na chance de uma guerra civil.

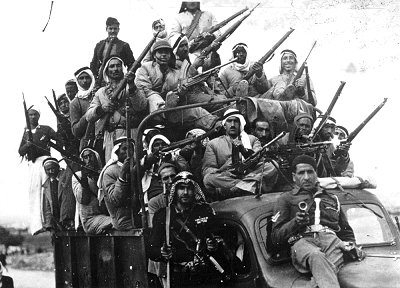
Voluntários armados árabes durante a Guerra civil no Mandato da Palestina no Mandato Britânico da Palestina

Custo de oportunidade da rebelião
Vantagem militar
Injustiça
Tamanho da população
Tempo

## Exemplos de guerras civis
- Guerra Civil de Roma (49 a 48 a.C.) pelo controle da República Romana, travada entre Júlio César e Pompeu, seu ex-genro e antigo aliado.
- Guerras Carlistas (século XIX), três violentas contendas ocorridas em Espanha entre os carlistas, partidários de Carlos Maria Isidro de Bourbon, e a governação de Isabel II de Espanha, sua sobrinha.
- Guerra Civil Inglesa (1642-1649), entre o Rei Charles I e o parlamento conduzido por Oliver Cromwell
- Guerra Civil Portuguesa (1828-1834), confrontando os absolutistas de D. Miguel e os liberais de D. Maria II e D. Pedro IV.
- Guerra dos Farrapos (1835-1845), entre rebeldes farroupilhas (liberais) e tropas do Império Brasileiro.
- Guerra de Canudos (1896-1897). Maior conflito da História do Brasil, em que o exército da recente República atacou (e durante um ano foi derrotado, apesar dos modernos armamentos e da superioridade numérica) a comunidade do Arraial de Canudos, criada pelo povo do sertão da Bahia em torno do líder religioso conhecido como Antônio Conselheiro.
- Guerra do Contestado (1912-1916) na região sul do Brasil entre os estados do Paraná e Santa Catarina por disputa de terras.
- Guerra Civil Americana (1861-1865) que se iniciou quando forças dos confederados atacaram de surpresa o Forte Sumter na Carolina do Sul, nos Estados Unidos, no dia 12 de abril de 1861.
- Guerra Civil Russa (1918-1922) - Entre bolcheviques e o antigo regime russo.
- Guerra Paulista ou Revolução Constitucionalista (1932) - Entre os aliados de Getúlio Vargas e os aliados do governo de São Paulo pela adoção de uma constituição, para evitar uma ditadura.
- Guerra Civil Espanhola (1936-1939), com início devido ao grande número de greves, manifestações e levantes de direita e de esquerda.
- Guerra Civil Angolana (1975–2002), imediato à Independência de Angola, o confronto foi uma disputa ideológica pelo poder de Angola entre o Movimento Popular de Libertação de Angola (esquerda—centro-esquerda) e a União Nacional para a Independência Total de Angola (direita—pega-tudo).
- Guerra Civil Iugoslava (1991-2001)
- Guerra da Bósnia (1993-1995), entre croatas, sérvios e bósnios-muçulmanos.

### Na ficção
- Guerra Civil (Marvel Comics) é a principal saga das histórias em quadrinhos da Marvel Comics, no ano de 2006.